# ZAKSA 2016-2017
Questa voce raccoglie le informazioni riguardanti lo ZAKSA nelle competizioni ufficiali della stagione 2016-2017.

## Organigramma societario
Area direttiva
- Presidente: Sebastian Świderski

Area tecnica
- Allenatore: Ferdinando De Giorgi
- Allenatore in seconda: Oskar Kaczmarczyk, Michał Chadała

## Rosa
| N° | Nome               | Ruolo | Data di nascita  | Nazionalità sportiva |
| -- | ------------------ | ----- | ---------------- | -------------------- |
| 1  | Paweł Zatorski     | L     | 21 giugno 1990   | Polonia              |
| 2  | Kévin Tillie       | S     | 2 novembre 1990  | Francia              |
| 3  | Dominik Witczak    | S/O   | 2 gennaio 1983   | Polonia              |
| 6  | Dawid Konarski     | S/O   | 31 agosto 1989   | Polonia              |
| 7  | Rafał Buszek       | S     | 28 aprile 1987   | Polonia              |
| 9  | Łukasz Wiśniewski  | C     | 3 febbraio 1989  | Polonia              |
| 10 | Mateusz Bieniek    | C     | 5 aprile 1994    | Polonia              |
| 11 | Bartosz Jastrowicz | S     | 8 agosto 1996    | Polonia              |
| 12 | Grzegorz Bociek    | S/O   | 6 giugno 1991    | Polonia              |
| 13 | Kamil Semeniuk     | S     | 16 luglio 1996   | Polonia              |
| 14 | Grzegorz Pająk     | P     | 1º gennaio 1987  | Polonia              |
| 15 | Sam Deroo          | S     | 24 aprile 1992   | Belgio               |
| 16 | Benjamin Toniutti  | P     | 30 ottobre 1989  | Francia              |
| 17 | Aleksander Maziarz | C     | 22 aprile 1995   | Polonia              |
| 18 | Korneliusz Banach  | L     | 24 gennaio 1994  | Polonia              |
| 19 | Patryk Czarnowski  | C     | 1º novembre 1985 | Polonia              |